# Tanagra (Gérôme)

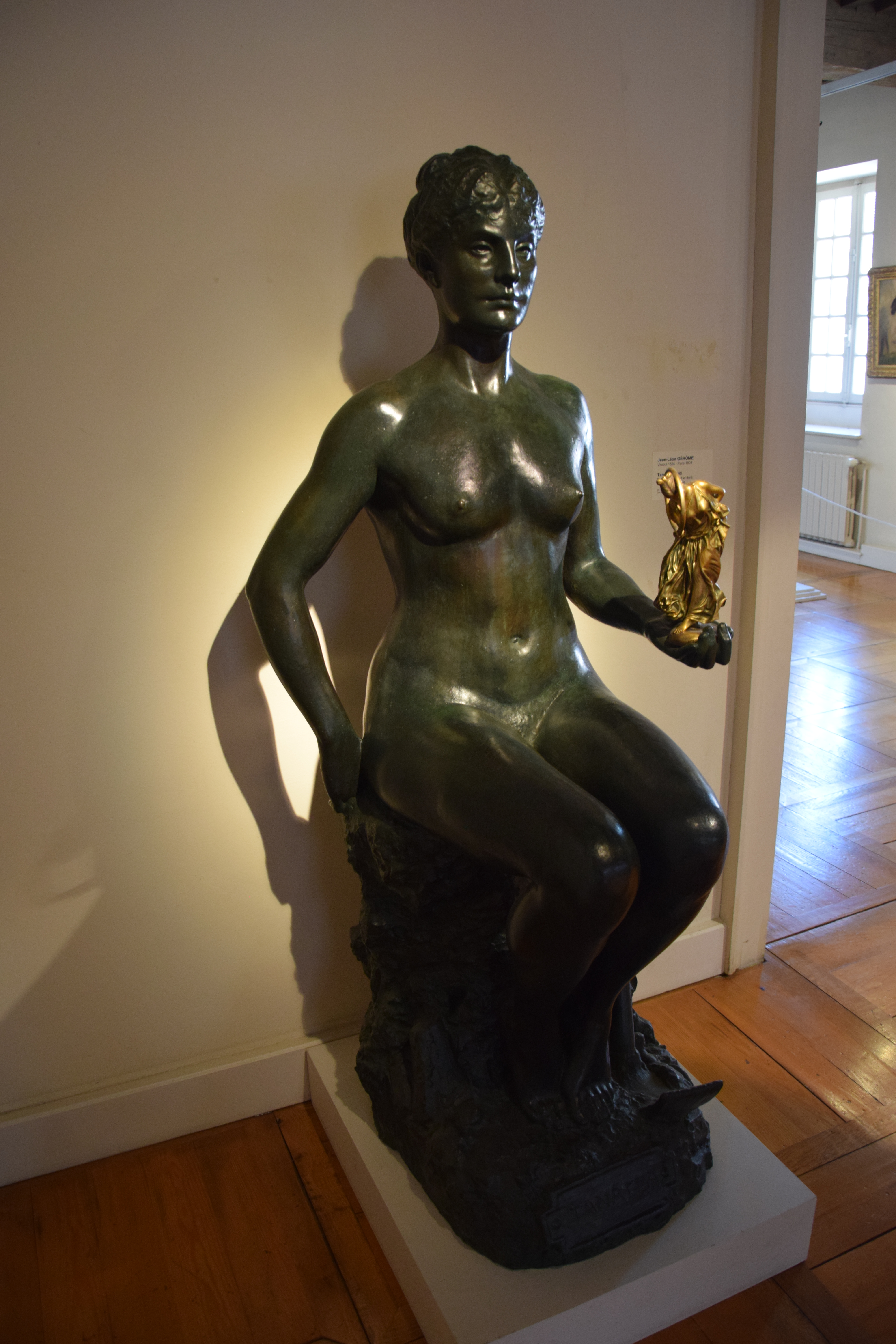
Version en bronze patiné du musée Jean-Léon Gérôme de Vesoul.

Tanagra est une sculpture en marbre polychrome de l'artiste français Jean-Léon Gérôme (1824-1904), la personnification de « l'esprit de Tanagra », invention mythique du sculpteur liée aux figurines Tanagra du village de ce nom dans la Grèce antique. La sculpture est présentée pour la première fois au Salon de Paris de 1890. Gérôme crée ensuite des versions plus petites et dorées de Tanagra en bronze, plusieurs versions de la figurine Danseuse au cerceau tenue dans sa main par Tanagra, deux peintures d'un ancien atelier imaginaire de Tanagra et deux autoportraits sculptant Tanagra face à un modèle vivant dans son atelier parisien. Ces sculptures et peintures constituent un programme artistique autoréférentiel complexe, dans lequel un des artistes les plus célèbres de sa génération explore la réception de l'antiquité classique et les thèmes de l'inspiration créative, des doppelgängers et de la beauté féminine.
Tanagra est exposée au musée d'Orsay. Une grande partie de sa polychromie s'est estompée, et la danseuse au cerceau est endommagée (une partie du cerceau et du bras droit sont manquantes).

## Les anciennes figurines Tanagra

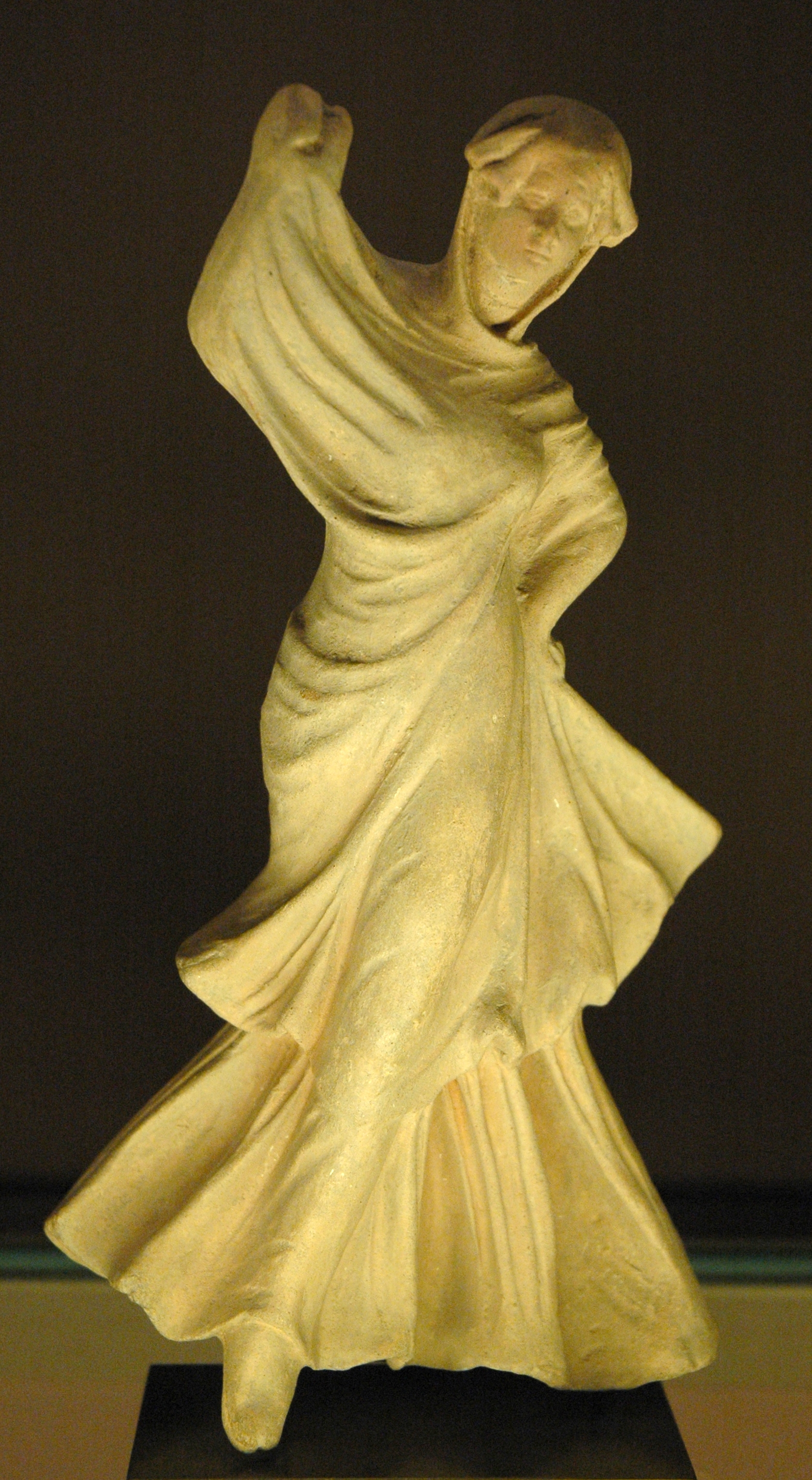
Danseuse voilée, figurine en terre cuite de Tanagra, c. 150-100 avant notre ère, Musée du Louvre.

En décembre 1870, sur un site appelé Tanagra en Grèce, des archéologues ont mis au jour un groupe de figurines hellénistiques en terre cuite portant des traces de polychromie. La découverte fait sensation, car elle fournit une confirmation solide à la théorie selon laquelle la sculpture antique était peinte. Les figurines Tanagra, qui représentent non pas des dieux ou des héros mais des gens ordinaires, sont montrées à l'Exposition universelle de 1878 à Paris, où elles charment et fascinent le public. Au cours des décennies suivantes, d'innombrables contrefaçons inondent le marché de l'art. Les figurines de Tanagra entrent dans la littérature et le théâtre, comme en témoigne leur apparition dans Le Portrait de Dorian Gray (1891) et Un mari idéal (1895) d'Oscar Wilde, et dans À la recherche du temps perdu de Marcel Proust (1913).

## LaTanagrade Gérôme

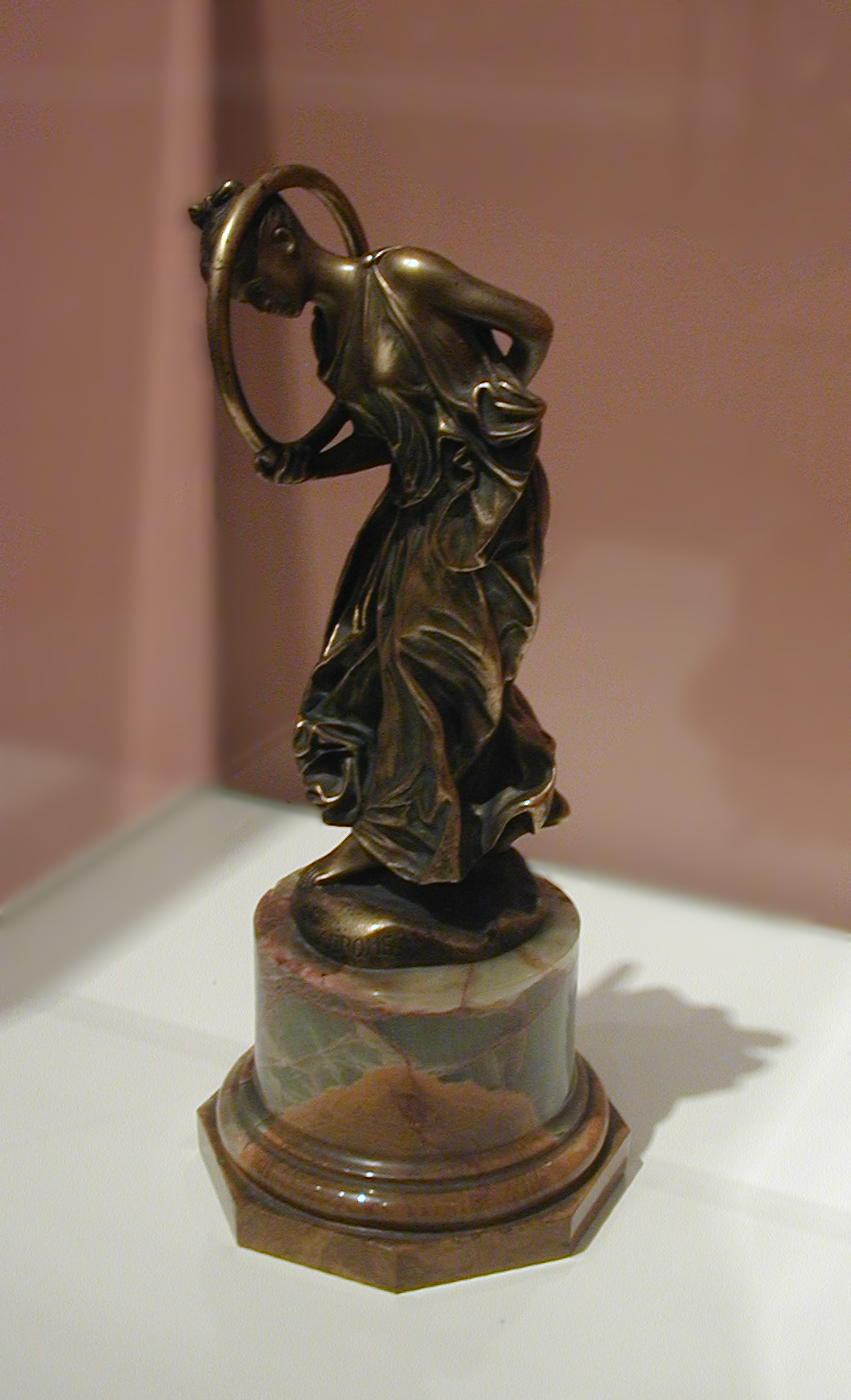
Danseuse au cerceau, c. 1893, par Jean-Léon Gérôme, Musée Haggin.

Peintre et sculpteur, Gérôme s'est longtemps inspiré du monde classique. Ses images célèbres de combats de gladiateurs, de courses de chars, de marchés d'esclaves, de l'assassinat de Jules César et d'autres sujets de la Grèce antique et de Rome ont une grande influence.
Gérôme exprime sa fascination pour les figurines Tanagra, et les hommes et femmes qui les fabriquaient et les possédaient, avec sa Tanagra en marbre teinté, un nu féminin personnifiant la Tyché, ou esprit de la ville antique. Tanagra se tient droite « au sommet d'un petit monticule de terre. De nombreuses figurines ont fait surface. À ses pieds reposent des outils qui évoquent à la fois la fouille archéologique et le rôle de sculpteur de Gérôme ». Dans la main levée de Tanagra se trouve la figurine d'une danseuse au cerceau (une invention de Gérôme, inspirée d'une véritable figurine de Tanagra, mais pas une copie). Ainsi, Tanagra dépeint une statue tenant une statue. La plus grande statue se tient de manière rigide tandis que la plus petite est un « personnage virevoltant, qui plonge gracieusement sa tête dans un anneau doré serré dans sa main droite et tient une boule dorée dans l'autre, alors que sa draperie tourbillonne autour d'elle ».
« Inspiré par son désir caractéristique de précision archéologique et de réalisme, Gérôme a délicatement teinté la peau, les cheveux, les lèvres et les tétons de sa Tanagra, ce qui a fait sensation au Salon de 1890. ». Un critique contemporain a suggéré que si la sculpture avait été « secrètement enterrée pendant un certain temps, puis excavée publiquement comme une antiquité, peut-être avec un bras cassé, elle aurait fait tourner la tête du monde de l'art et aurait été déclarée la rivale de la Vénus de Milo, avec ses propriétés vitales et son anatomie subtile.".
Elle mesure 154,7 × 56 × 57,3 cm. L'auteur a signé J.L. GEROME sur le haut du rocher à droite.
Il existe aussi deux bustes Tête de Tanagra en marbre polychrome réalisés vers 1890. L'un est conservé au Santa Barbara Museum of Art et l'autre est dans une collection privée.

## Danseuses au cerceau et ateliers imaginaires

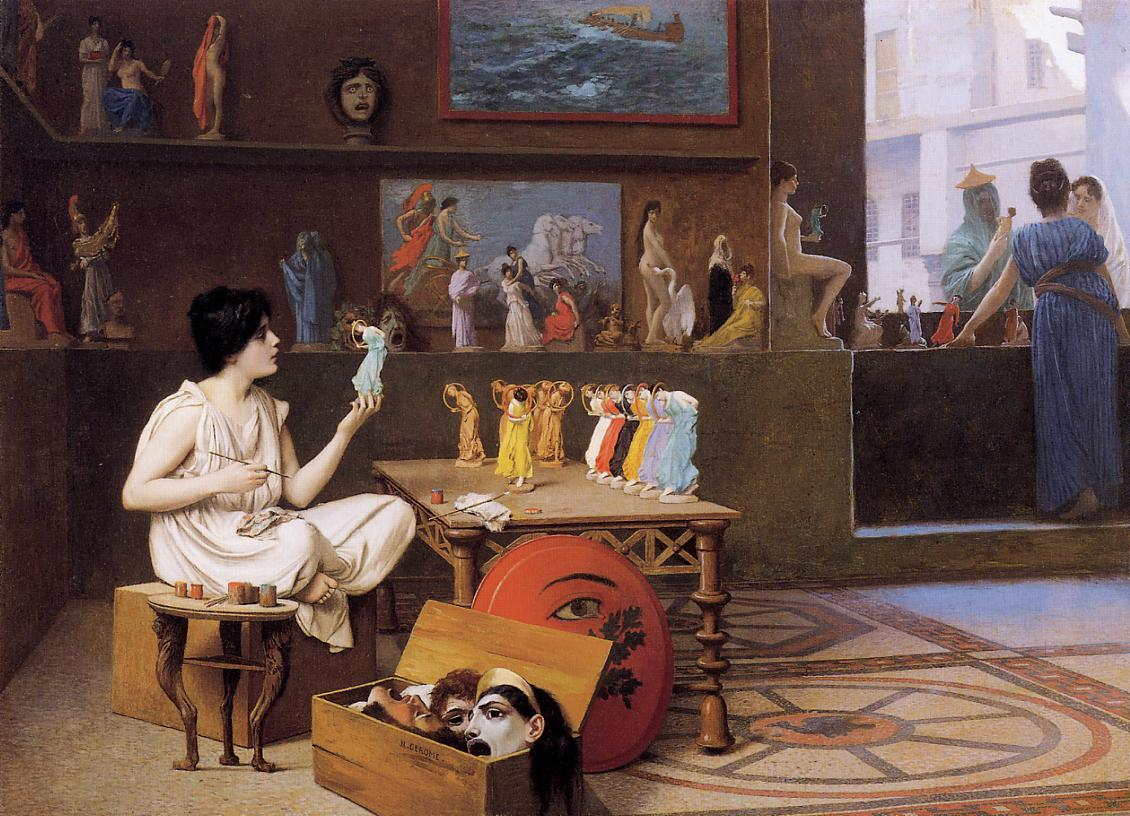
La peintre de poterie antique : Sculpturæ vitam insufflat pictura (la peinture insuffle la vie à la sculpture), 1893, Art Gallery of Ontario.
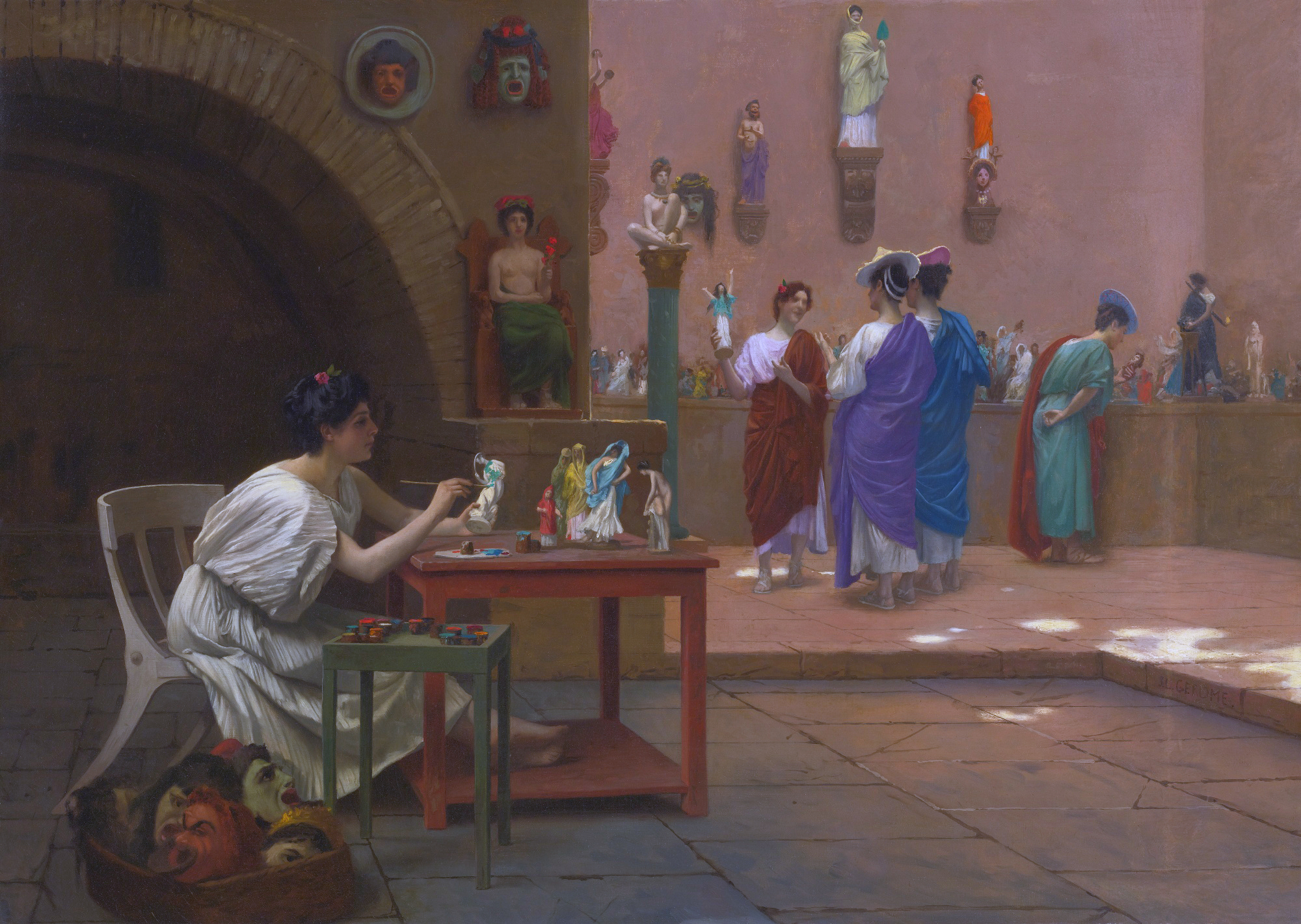
Atelier de Tanagra (atelier Tanagra), 1893, collection particulière ; vendu aux enchères par Sotheby's en 2013 pour 125 000 $.

Gérôme crée et vend par la suite de nombreuses copies de la figurine au cerceau, faisant d'elle l'équivalent moderne d'une figurine Tanagra. « Ici, l'artiste n'insuffle pas tant la vie à des chairs peintes ou sculptées qu'il réinvente pour l'époque moderne les figurines fabriquées en série de l'Antiquité ».
En 1893, Gérôme réalise deux tableaux montrant des ateliers de Tanagra. Bien que Gérôme se soit opposé à l'admission d'étudiantes en art à l'École des Beaux-Arts, ces deux tableaux représentent une artiste féminine qui peint des copies de la figurine au cerceau de Gérôme. Ces danseuses sont proposés à la vente, avec d'autres figurines, à des amateurs d'art (toutes des femmes), qui ressemblent elles-mêmes à des figurines Tanagra. Dans l'un de ces tableaux, une version réduite de la Tanagra de Gérôme domine le comptoir de vente, tenant à la main une danseuse au cerceau. Cette Tanagra est la peinture d'une statue tenant une statue. Également dans ce tableau, la jeune artisane est occupée à « colorier une série de 12 danseuses au cerceau dans diverses teintes brillantes - une publicité ironique, peut-être, faite pour promouvoir les figurines qu'il [Gérôme] proposait à la vente dans deux tailles différentes et des supports variés par l’intermédiaire de son marchand et beau-père Adolphe Goupil. La danseuse au cerceau serait la sculpture de Gérôme la plus populaire et la plus largement reproduite.".

## Gérôme se peint sculptantTanagra, deux fois

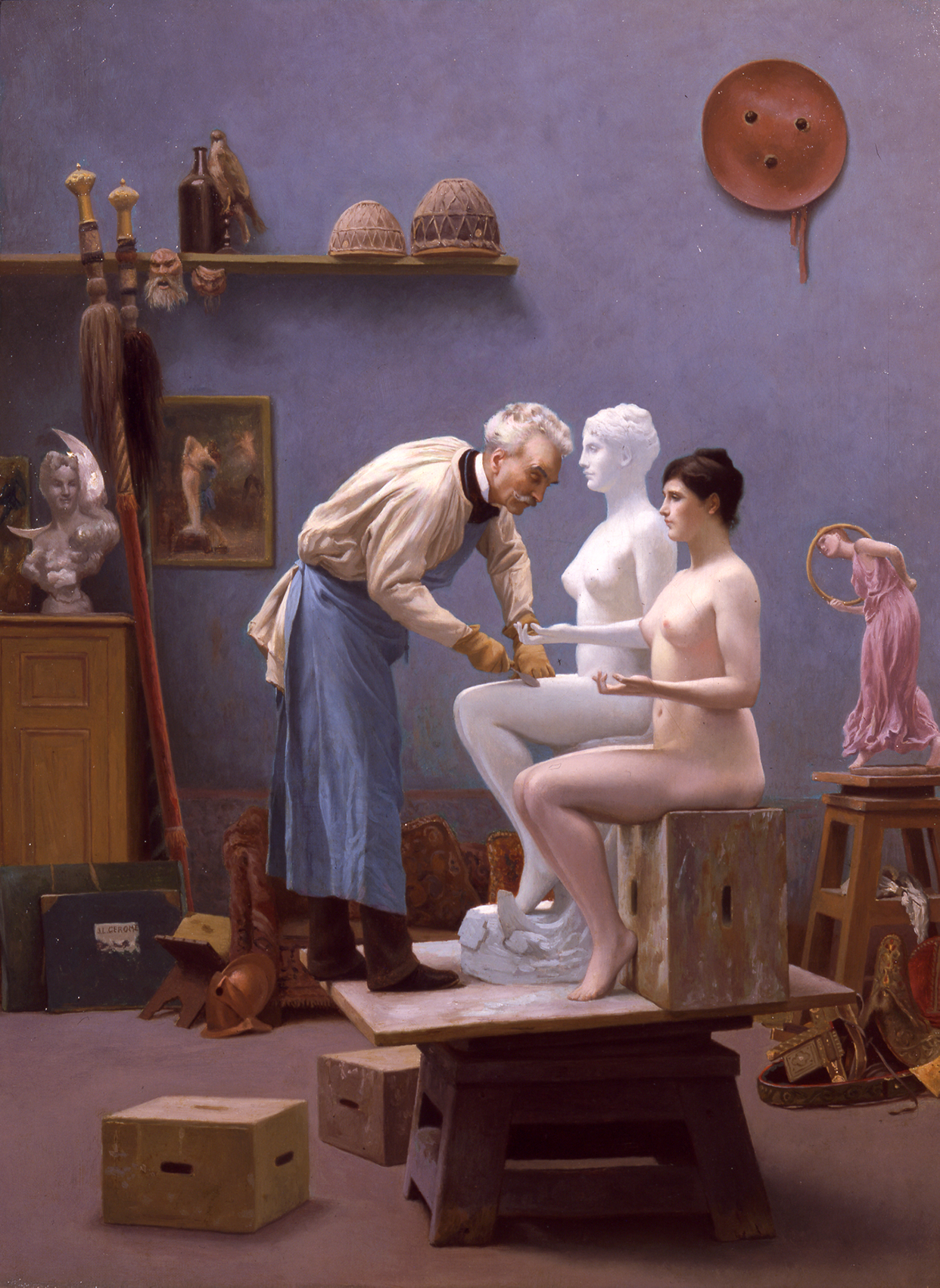
L'artiste et son modèle, 1894, Haggin Museum ; Gérôme se représente en train de sculpter Tanagra .
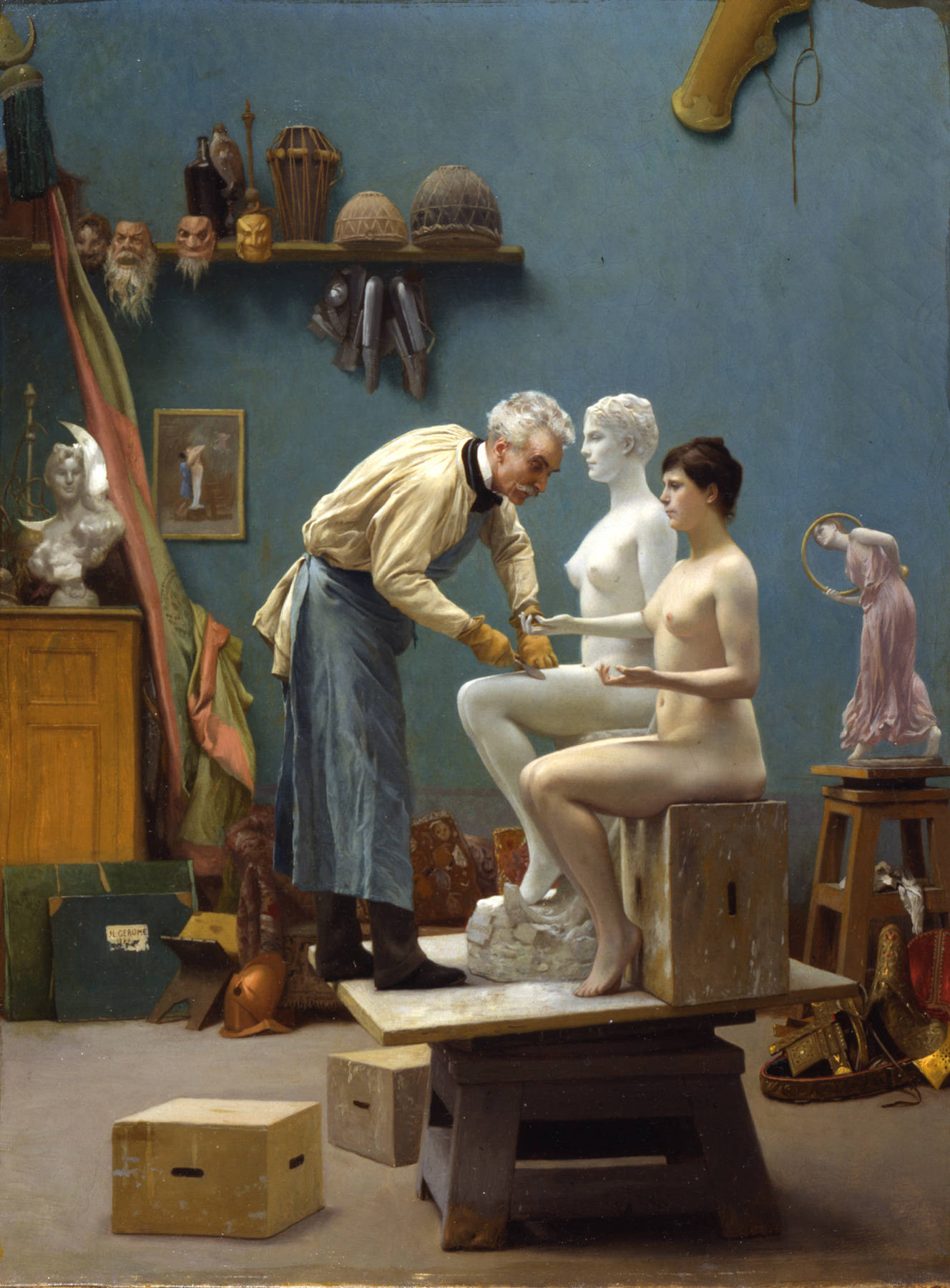
Travail du marbre, 1890, Dahesh Museum of Art ; Gérôme se représente en train de sculpter Tanagra .
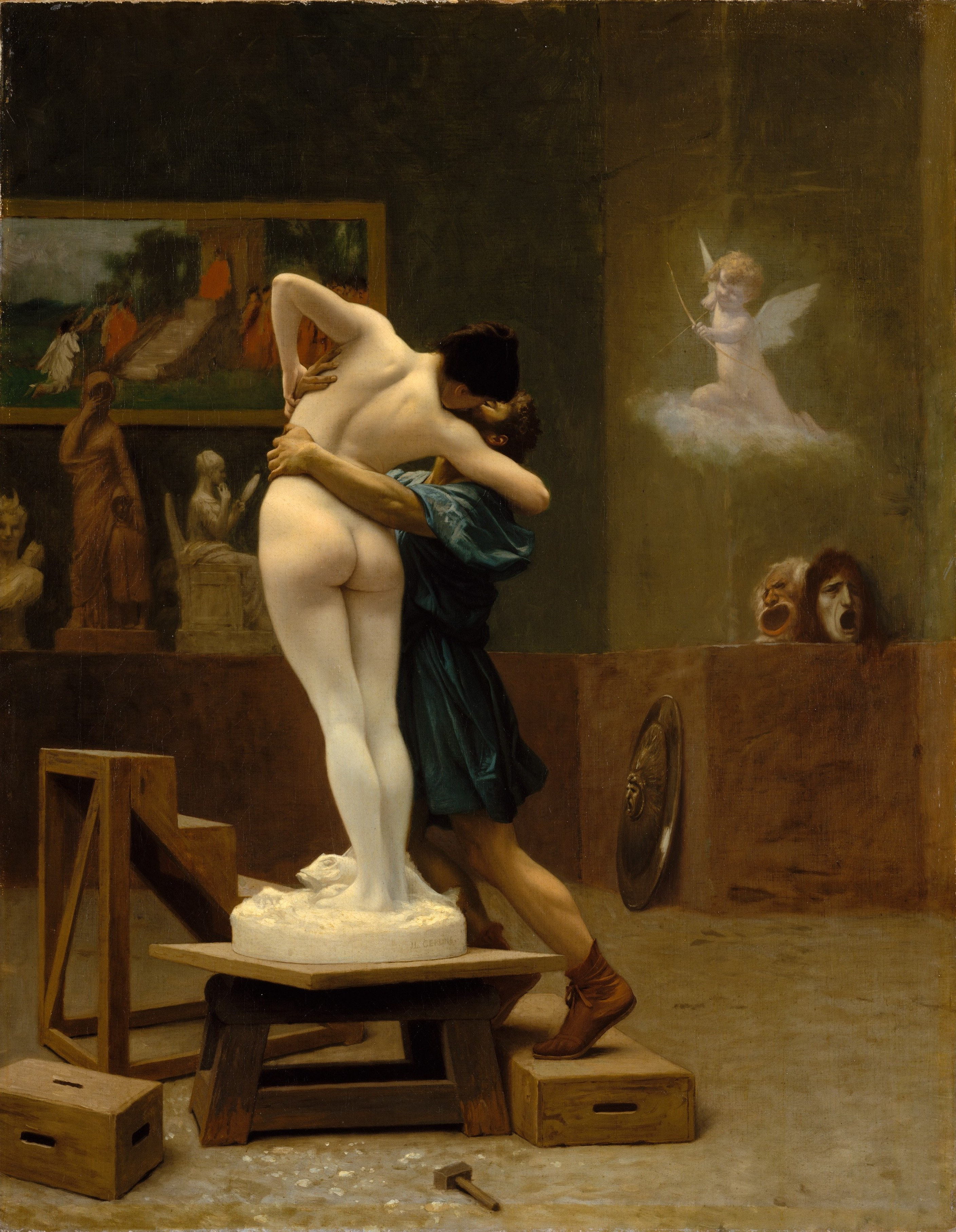
Pygmalion et Galatée, 1890, Metropolitan Museum of Art, vu en arrière-plan de L'artiste et son modèle .
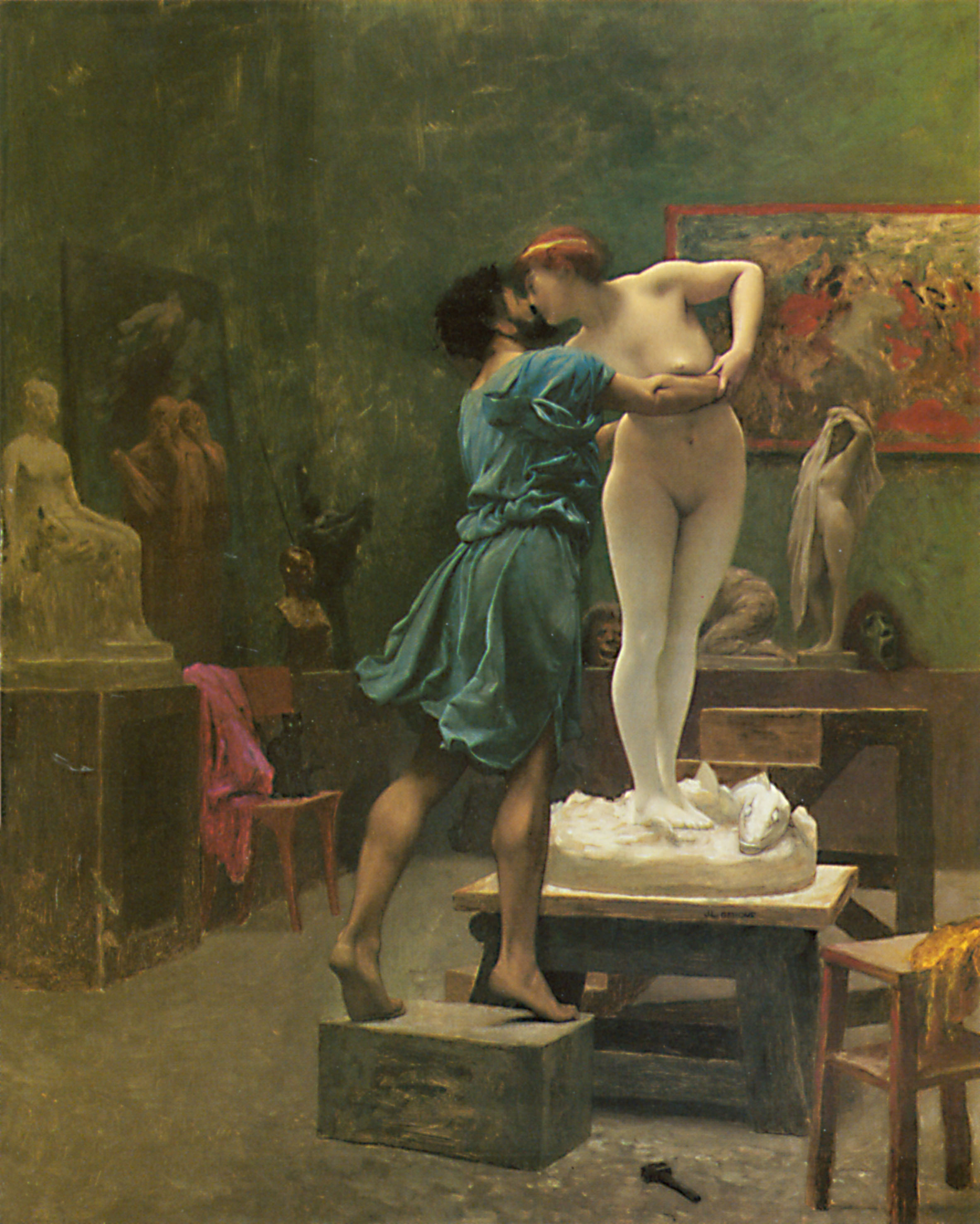
Pygmalion et Galatée, v. 1890, dans une collection privée, vu à l'arrière-plan de Working in Marble .

En 1894 et 1890, Gérôme peint deux versions d'un autoportrait représentant l'artiste au travail dans son atelier : L'artiste et son modèle (maintenant au musée Haggin) et Working in Marble (Musée d'Art Dahesh ). Les autoportraits sont presque identiques, mais diffèrent au moins sur un point important.
Dans ces autoportraits, on voit Gérôme sculpter Tanagra face à un modèle vivant, qui tient la pose, assise et raide, mais sa paume tournée vers le haut est vide. Derrière le modèle, sur son propre socle se trouve une grande statuette polychrome de danseuse au cerceau. Divers accessoires jonchent le studio. Dans chaque tableau, accroché au mur en arrière-plan, se trouve un tableau de Gérôme de Pygmalion et Galatée, une autre de ses œuvres inspirées du monde antique (et réalisée la même année que Tanagra) . Les autoportraits représentent un vrai sculpteur (Gérôme) donnant vie à une statue en copiant une femme vivante ; les peintures de Pygmalion représentent un sculpteur mythique dont la statue devient une femme vivante.

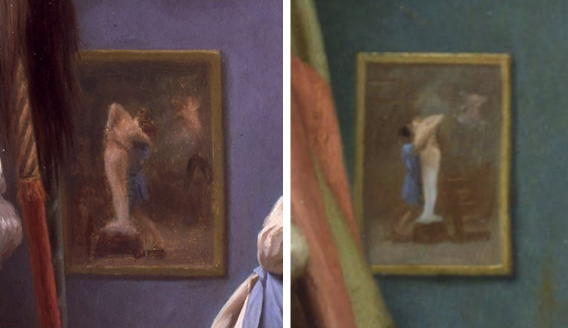
Gauche : Détail montrant Pygmalion et Galatée en arrière-plan de L'artiste et son modèle . À droite : détail montrant un Pygmalion et une Galatée différents en arrière-plan de Working in Marble .

Les doppelgängers et les allusions visuelles sont complexes, car les peintures de Pygmalion dans les deux arrière-plans sont similaires mais pas identiques. Tout comme Gérôme a peint deux autoportraits, il a également peint plus d'une version de Pygmalion et Galatée . La plus célèbre, maintenant au Metropolitan Museum of Art, montre le sculpteur et la statue en train de s'embrasser de dos ; elle apparaît en arrière-plan de L'artiste et son modèle . Mais Gérôme a peint au moins une variante (maintenant dans une collection privée), dans laquelle Pygmalion et Galatée s'embrassent de face. Cette version apparaît dans Working in Marble .

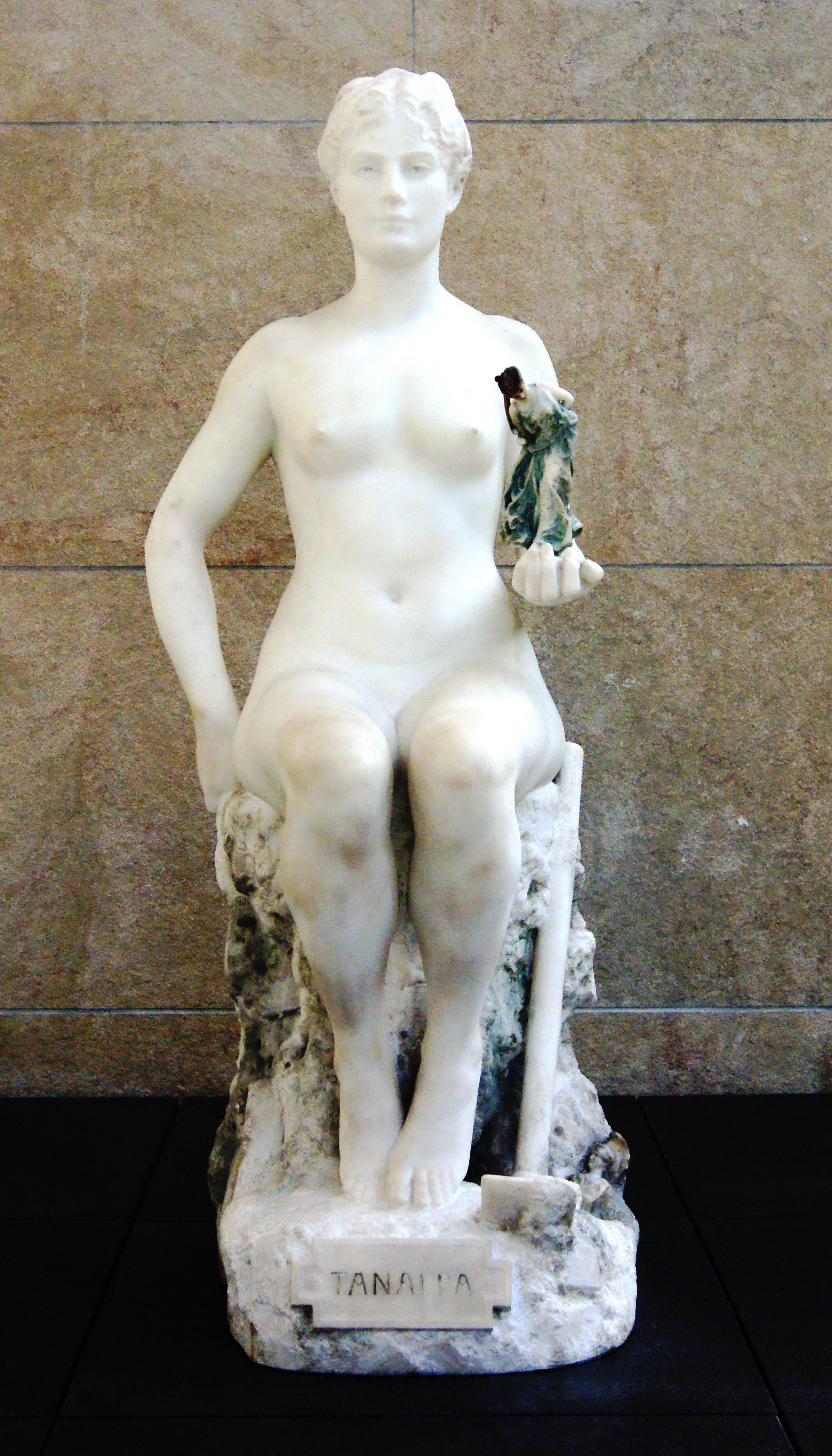
Tanagra au musée d'Orsay.

Dans les deux autoportraits, une variante de Pygmalion et Galatée est la peinture d'un sculpteur mythique et d'une statue vivante dans la peinture d'un vrai sculpteur, d'un modèle vivant et (malgré les apparences) d'une statue en plâtre (pas en marbre).
Comme la plupart des sculpteurs du XIXe siècle, Gérôme n'a pas sculpté le marbre lui-même mais a fourni aux tailleurs de marbre professionnels un plâtre grandeur nature à utiliser comme guide. C'est cette étape intermédiaire qui est décrite dans Working in Marble, un titre qui fait référence au processus créatif dans sa globalité. Gérôme se met en scène sur un stand tournant mettant la dernière main à la version en plâtre de Tanagra, jugeant soigneusement la justesse de son travail par rapport au modèle vivant.

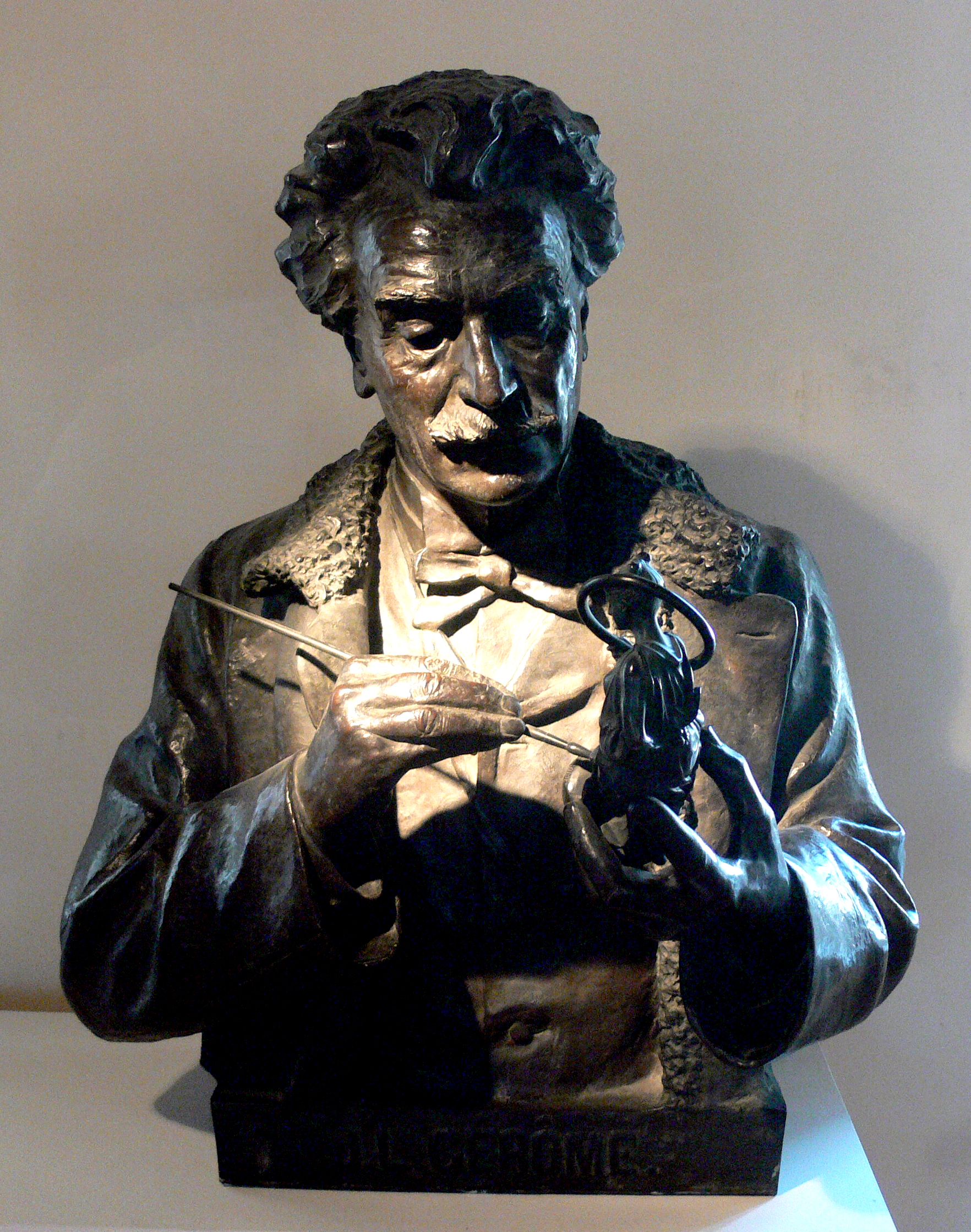
Léopold Bernstamm, Gérome peignant une danseuse au cerceau, 1897, Musée Jean-Léon Gérôme, Vesoul.

Cet autoportrait complexe est « un résumé de la remarquable carrière de Gérôme en tant que peintre et sculpteur ». Comme dans toutes ses œuvres liées à Tanagra, on voit Gérôme « évoquer avec force l'interaction continue entre peinture et sculpture, réalité et artifice, ainsi que souligner la nature intrinsèquement théâtrale de l'atelier de l'artiste ».
Le musée Haggin possède également une Danseuse au cerceau en bronze de Gérôme, exposée à côté de L'artiste et de son modèle .
La Tanagra originale est conservée au musée d'Orsay (fiche œuvre 15298). Elle est achetée en 1890, année de sa création, par l’État pour 10.000 frs. Une version en bronze doré de 29,5 pouces de haut de Tanagra de Gérôme est conservée au Phoenix Art Museum (objet 1986.54), qui possède également une Danseuse au cerceau en bronze doré (objet 2000.12). D'autres versions en bronze doré de Tanagra existent ; l'une a été vendue aux enchères en 2011 par Sotheby's pour 150 000 GBP, une autre en 2017 pour 50 000 $.

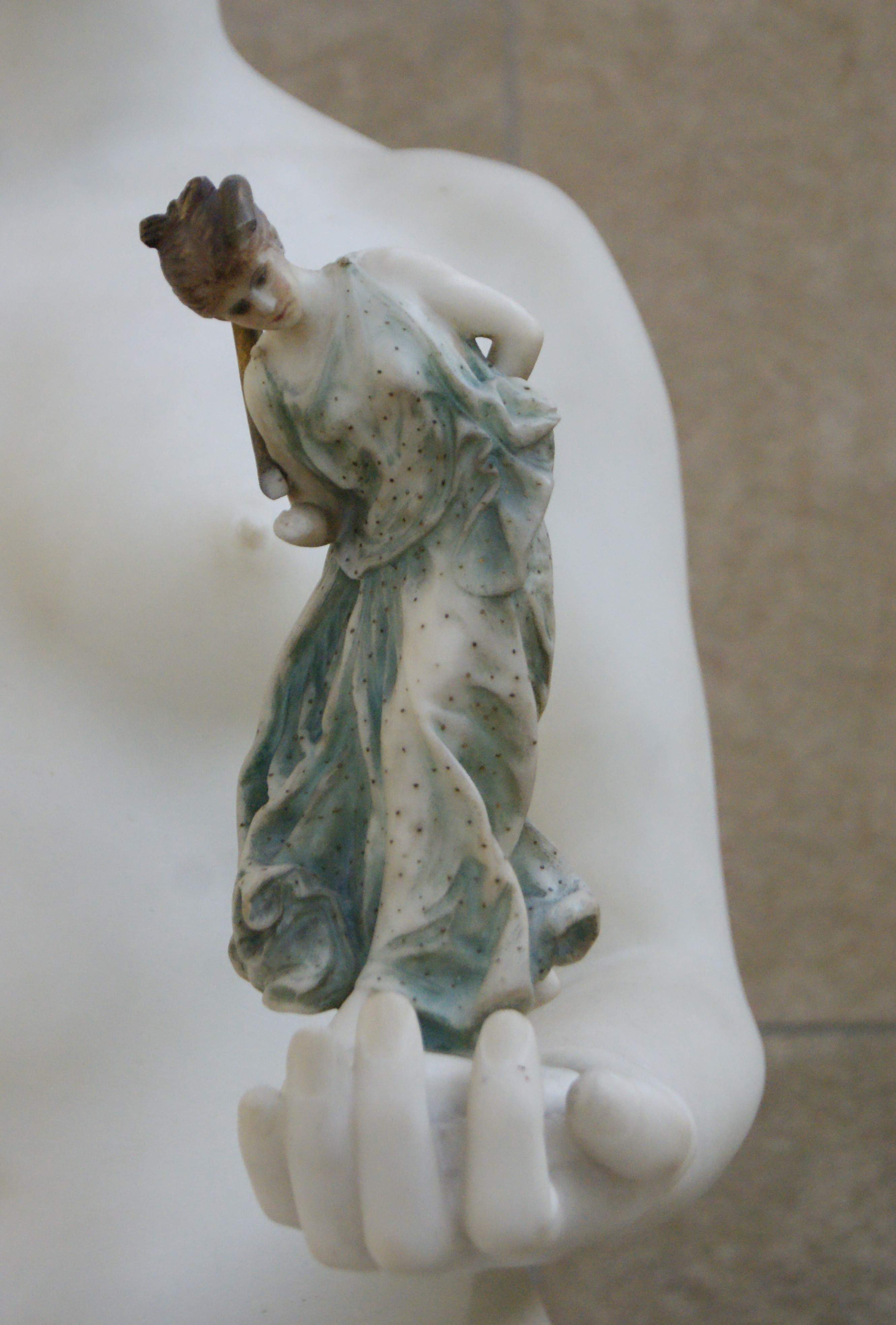
Gros plan sur la danseuse au cerceau polychrome endommagée dans la main de Tanagra, musée d'Orsay.

## Voir également
- Pygmalion et Galatée (Gérôme)
- Figurines Tanagra